# Chemins de fer Orientaux

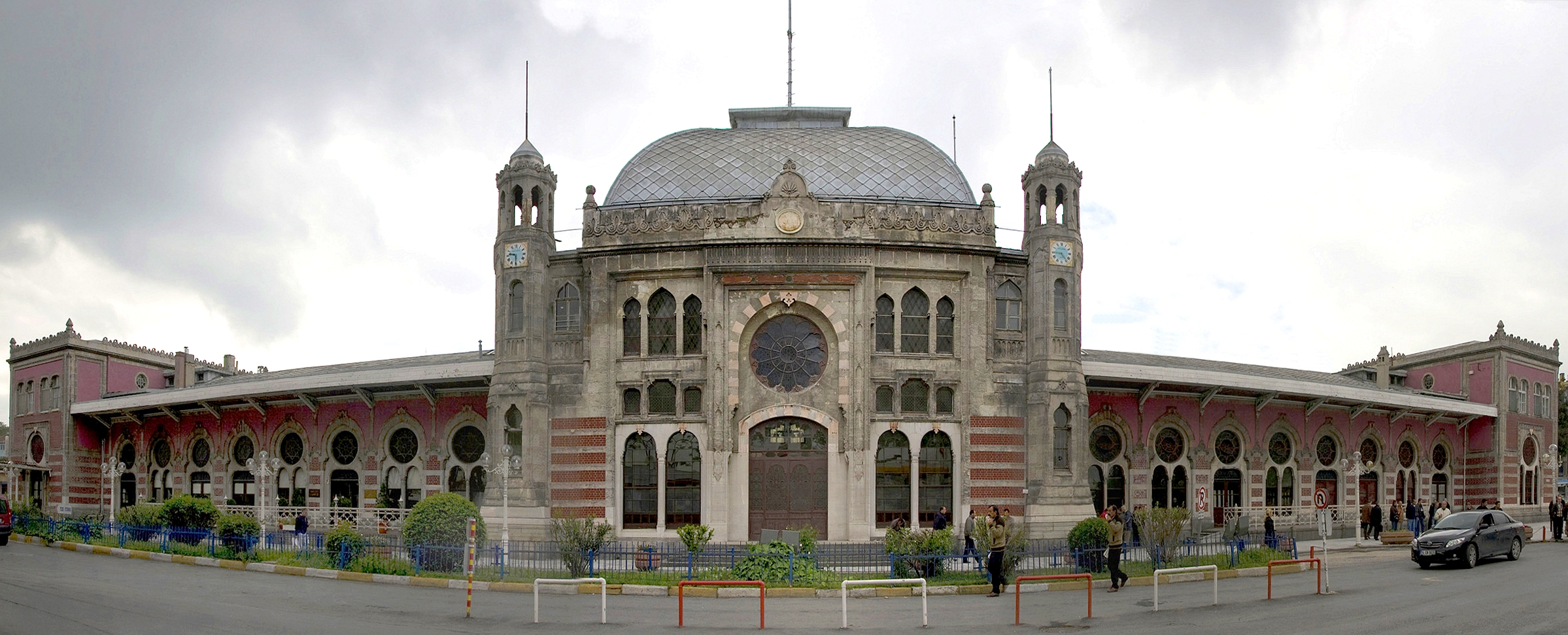
Empfangsgebäude des Bahnhofs Istanbul Sirkeci, Endpunkt der Orientbahn von 1890 bis 1937

Die Compagnie des Chemins de fer Orientaux (CO oder CFO, türkisch Rumeli Demiryolu or İstanbul-Viyana Demiryolu), im deutschen Sprachraum oft kurz als Orientbahn oder auch Orientalische Bahn bezeichnet, war eine private Eisenbahngesellschaft, die von 1870 bis 1937 existierte. Sie baute und betrieb Bahnstrecken im europäischen Teil des Osmanischen Reiches.

## Geschichte

### Gründung der Orientbahn

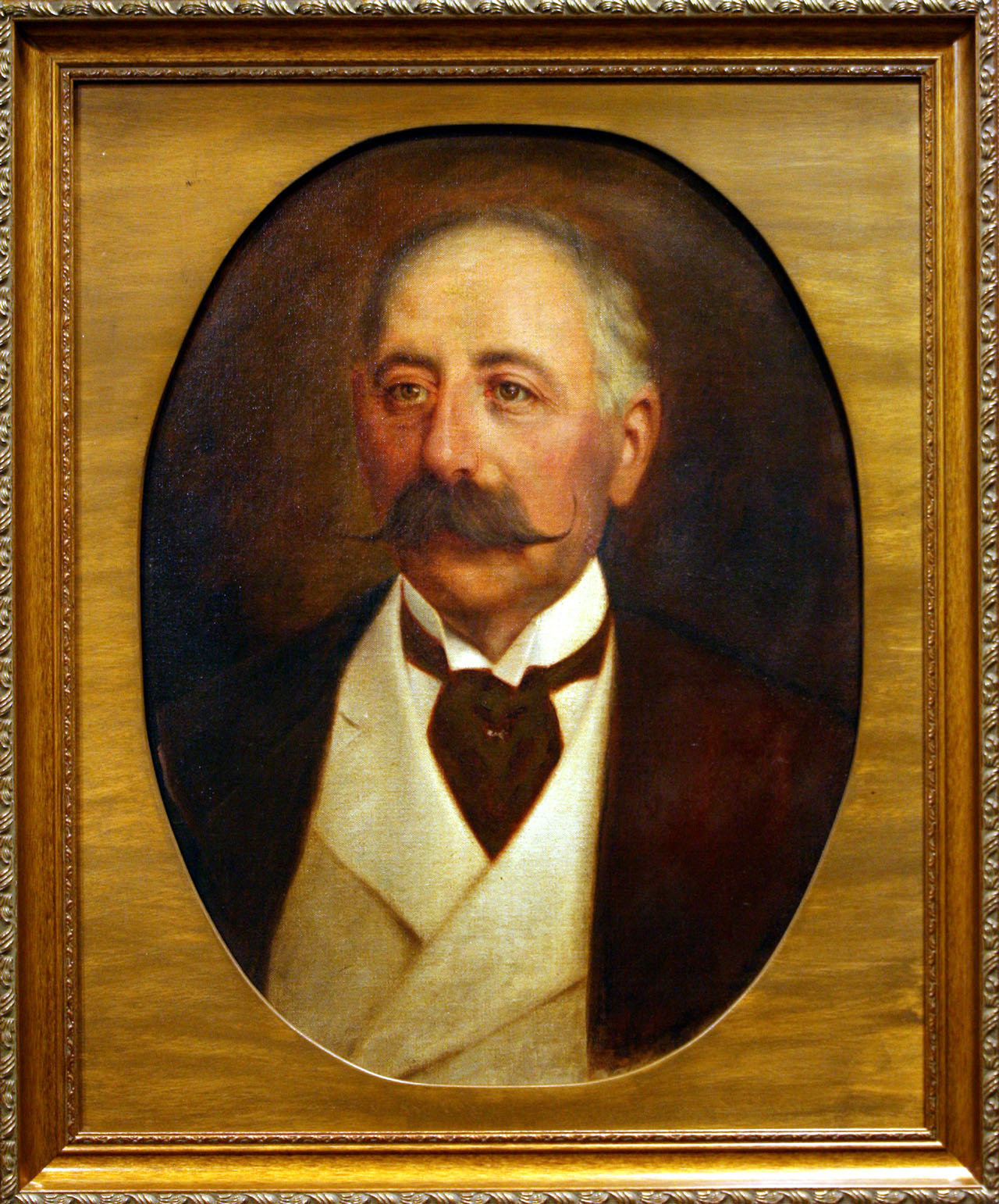
Moritz von Hirsch, Gründer der Chemins de fer Orientaux

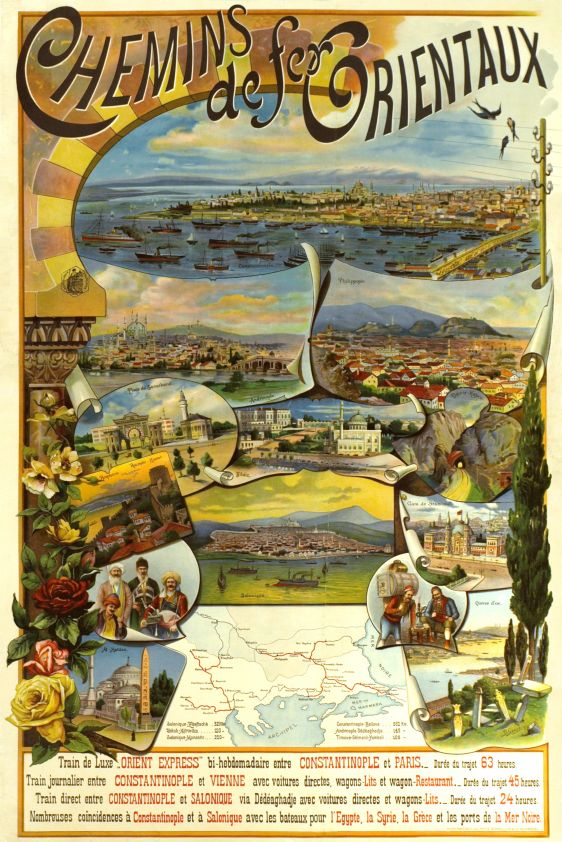
Werbeplakat der Chemins de fer Orientaux aus dem Jahr 1898

In der Zeit der Tanzimat-Reformen zwischen 1837 und 1876 war das Osmanische Reich bestrebt, auch seine Infrastruktur zu modernisieren. Nachdem bereits ab 1860 einzelne Bahnstrecken im asiatischen Teil des Reiches entstanden, verfolgte Sultan Abdülaziz Pläne zum Bau von Bahnstrecken auch in Rumelien, dem europäischen Teil des Osmanenreiches. Er erteilte daher am 31. Mai 1868 der belgischen Firma Van der Elst et Cie. die Konzession für eine Bahnstrecke von Konstantinopel nach Wien, bzw. bis zur Grenze zwischen dem Osmanischen Reich und Österreich-Ungarn. Van der Elst trat die Konzession bald an den belgischen Investor André Langrand-Dumonceau ab. Da auch dieser nicht die nötigen Finanzmittel zum Bau aufbringen konnte, verfiel die Konzession und wurde am 17. April 1869 von Baron Moritz von Hirsch übernommen.
Von Hirsch erhielt für 99 Jahre die Konzession zum Bau und Betrieb von insgesamt vier Strecken:
- Konstantinopel – Edirne – Plovdiv – Sofia – Niš – Pristina  – Sarajevo – Banja Luka – Dobrljin (an der Grenze zu Österreich-Ungarn)
- Edirne – Dedeagatsch
- Plowdiw – Burgas
- Pristina – Skopje – Thessaloniki

Die Hauptstrecke sollte so serbisches Gebiet vermeiden, da Serbien zu dieser Zeit nur noch nomineller Teil des Osmanischen Reiches war. Auch Österreich-Ungarn favorisierte diese Route. Insgesamt umfasste das geplante Netz rund 2.500 km. Die Konzession umfasste für Hirsch auch eine jährliche Ertragsgarantie von 14.000 Francs pro Kilometer gebauter Strecke, was zu dem unzutreffenden Gerücht führte, dass die Strecke von Konstantinopel in Richtung Westen zur Erzielung hoher Gewinne besonders kurvenreich gebaut worden wäre.
Den Bau übernahm die von Hirsch neugegründete Société Impériale des Chemins de Fer de la Turquie d'Europe mit Sitz in Paris, den Posten des Chefingenieurs übernahm Wilhelm Pressel, der zuvor bei der österreichischen Südbahngesellschaft gearbeitet hatte. Den Betrieb sollte ursprünglich die Südbahn durchführen. Nachdem entsprechende Verhandlungen kein Ergebnis hatten, gründete Hirsch im Januar 1870 als Betriebsgesellschaft die Société Générale pour l'Exploitation des Chemins de Fer Orientaux (abgekürzt CO). Pressel begann rasch mit dem Bau, gleichzeitig in Konstantinopel, Dedeagatsch, Thessaloniki und Dobrljin. Bereits 1872 standen rund 500 km Strecke in Betrieb.

### Die CO als reine Betriebsgesellschaft

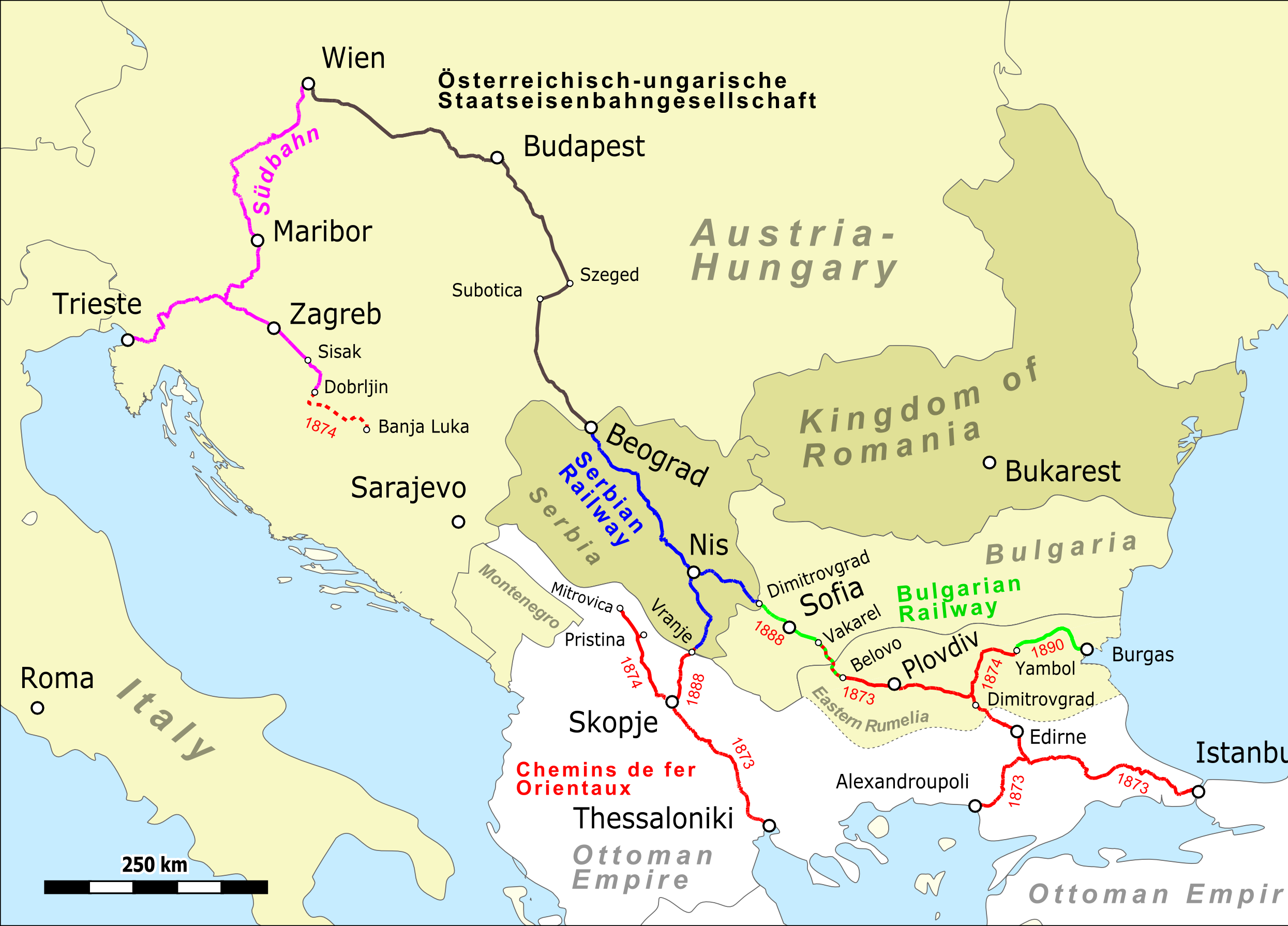
Karte der 1888 fertig gestellten Eisenbahnverbindung Wien–Istanbul. Das Streckennetz der Orientbahn ist in Rot dargestellt.

Der neue Großwesir Mahmud Nedim Pascha begann 1870 erneut Verhandlungen mit Baron von Hirsch, um bessere Bedingungen für das Osmanische Reich zu erzielen. Im Ergebnis verblieben die Betriebsrechte bei der CO, das Osmanische Reich übernahm dafür den weiteren Bau von Strecken. 1874 führte die CO den Betrieb bereits auf drei noch voneinander isolierten Teilnetzen mit insgesamt rund 1.300 km Streckenlänge:
- Konstantinopel (Istanbul) – Edirne – Plowdiw – Belovo, mit Zweigstrecken von Pythion nach Dedeagatsch (heute Alexandroupoli) sowie von Trnovo nach Jambol
- Thessaloniki – Üsküb (Skopje) – Mitrovica
- Dobrljin – Banja Luka (Sandschakbahn)

Bereits 1873 hatte die Orientbahn auch den Betrieb der 1866 fertiggestellten und im Besitz einer englischen Gesellschaft befindlichen Bahnstrecke von Russe nach Varna übernommen.
Durch den Staatsbankrott des Osmanischen Reiches 1875 geriet der Weiterbau der Strecken ins Stocken. Die Aufstände der Balkanvölker gegen die osmanische Herrschaft und der Russisch-Türkische Krieg brachten den Bahnbau ab 1877 völlig zum Erliegen. Die Sandschakbahn erhielt nicht den geplanten Anschluss an das österreichische Netz, die CO stellte daher den Betrieb auf der Strecke bereits nach wenigen Jahren hoch defizitären Betriebs 1876 wieder ein. Ihr Betrieb wurde nach dem Krieg von der k.u.k. Militärbahn Banjaluka–Dobrlin übernommen. Dagegen konnte das Osmanische Reich in erheblichem Maße durch Truppentransporte von der bereits fertigen Strecke zwischen Istanbul und Plovdiv profitieren.

### Auswirkungen des Berliner Kongresses

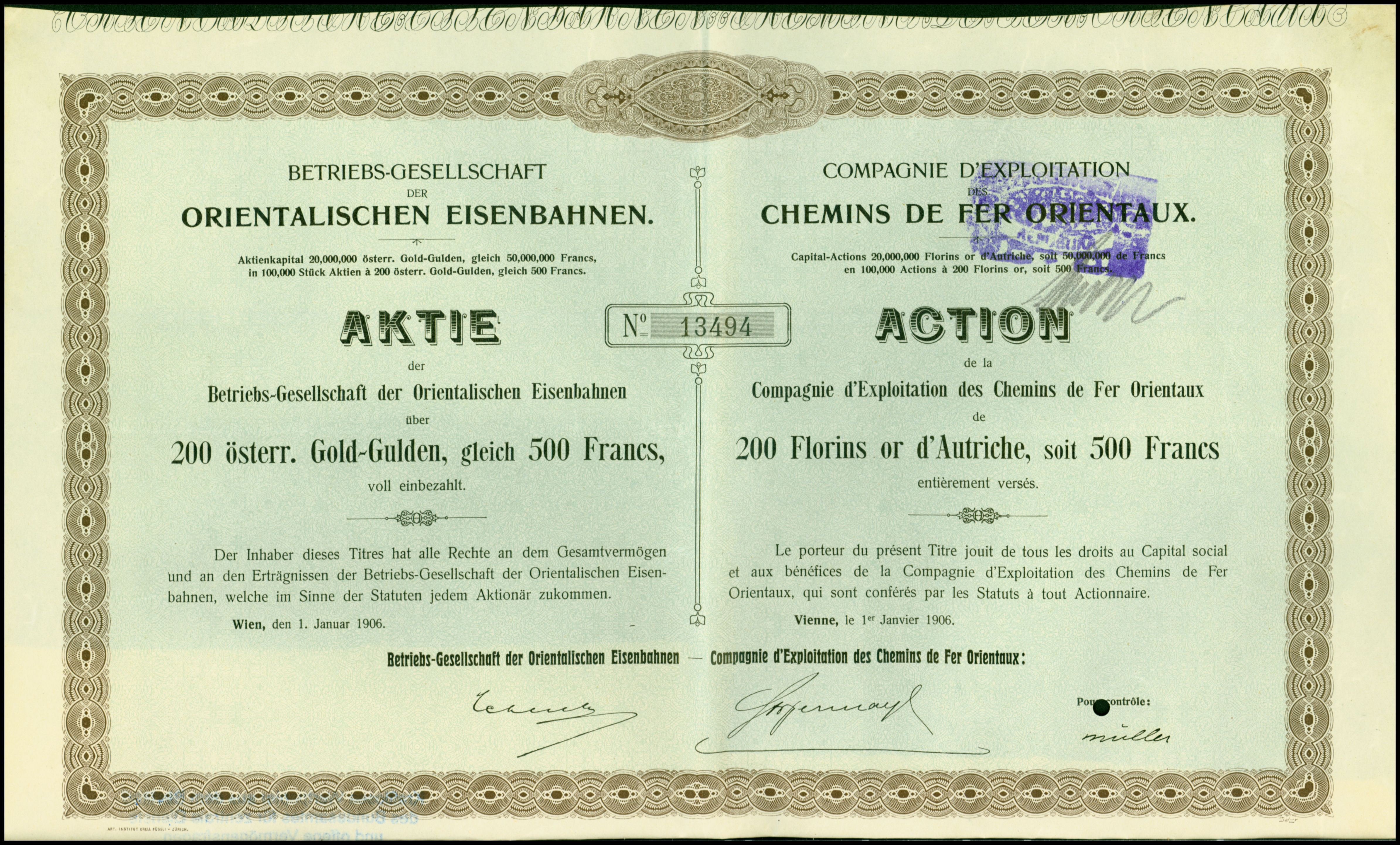
Aktie über 200 österreichische Gulden der Compagnie d’exploitation des chemins de fer Orientaux vom 1. Januar 1906

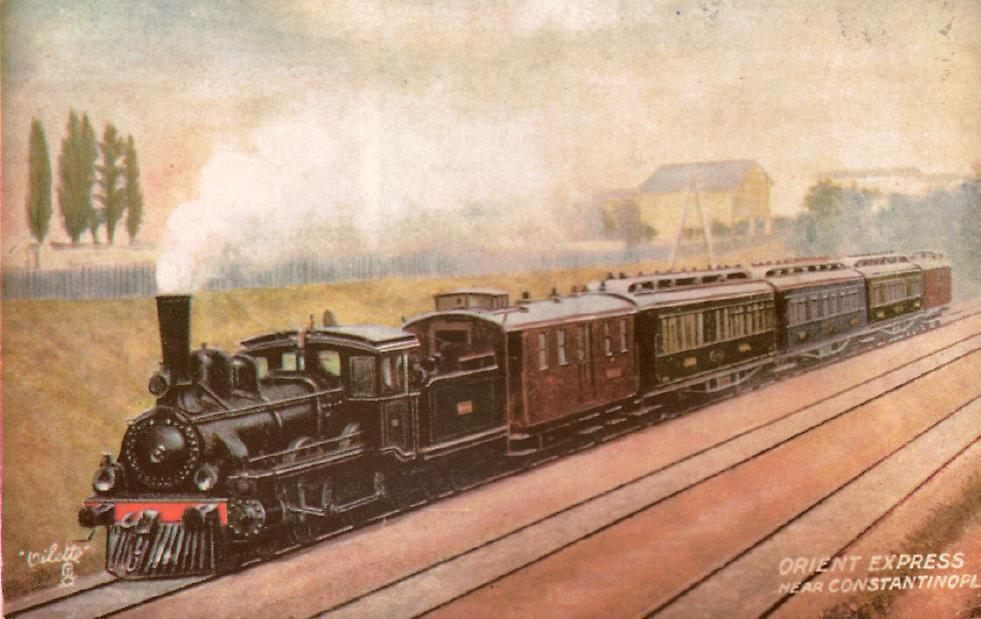
Der Orient-Express auf der Strecke der Orientbahn bei Konstantinopel mit einer Lokomotive der Reihe 101–116, kolorierte Postkarte um 1900

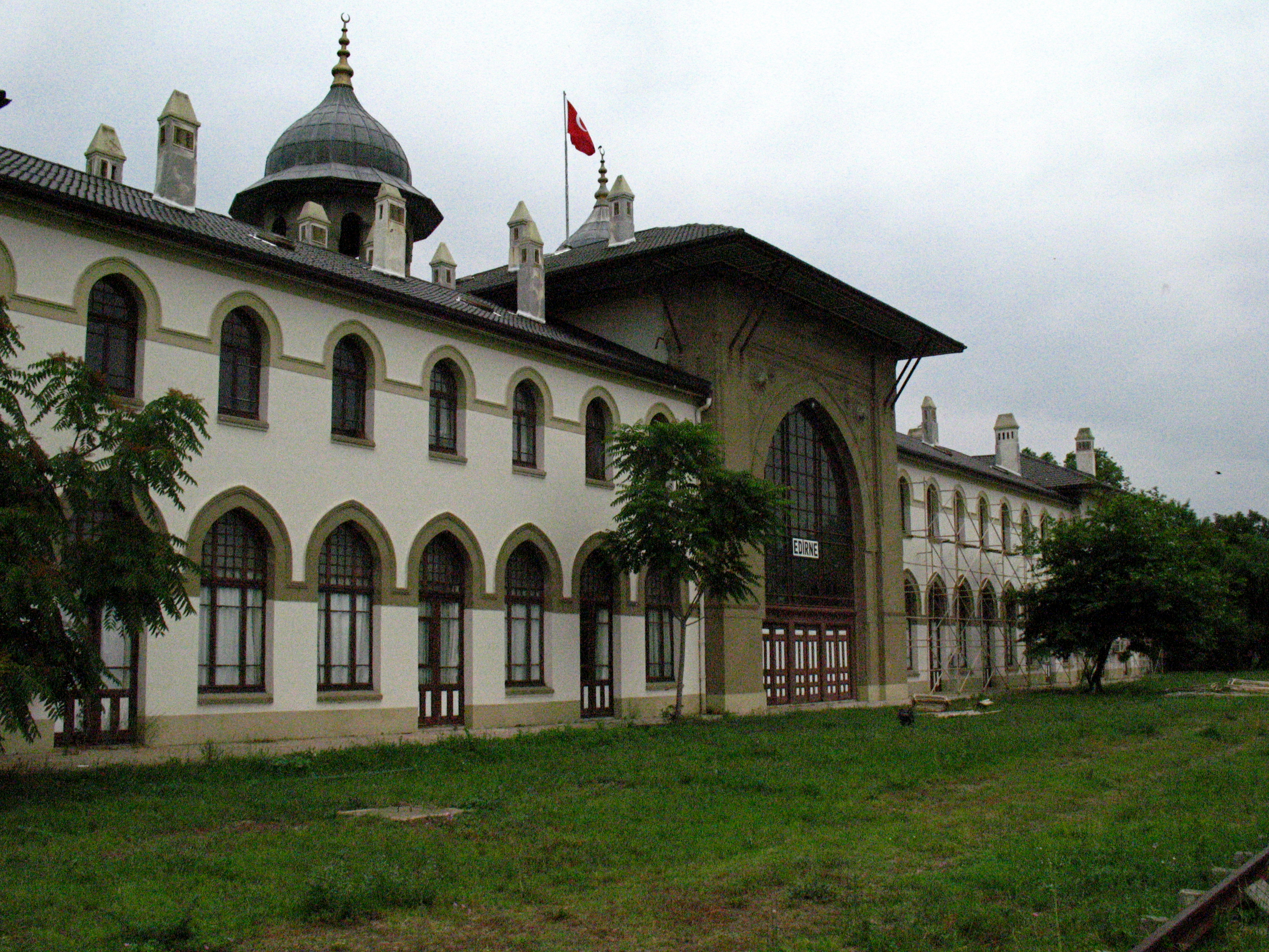
Der unter Ägide der Orientbahn 1890 erbaute frühere Bahnhof von Edirne (1971 durch eine geänderte Streckenführung ersetzt)

Der Berliner Kongress beschloss 1878 den Weiterbau der Bahnverbindung von Istanbul nach Wien und setzte zu diesem Zweck ein gesondertes Komitee ein. Diese Conférence à Quatre, bestehend aus Vertretern von Österreich-Ungarn, Serbien, Bulgarien und des Osmanischen Reiches erhielt die Auflage, die durchgehende Verbindung innerhalb von drei Jahren fertigzustellen. 1880 schlossen die vier Staaten die entsprechende Konvention ab, wonach die Verbindung zwischen Istanbul und Wien über Sofia und Belgrad hergestellt werden sollte. Teil der Vereinbarung war auch die durchgehende Verbindung von Belgrad nach Thessaloniki. Die ursprüngliche Planung der Strecke von Niš über Priština nach Sarajevo und weiter zur Grenze nach Österreich-Ungarn wurde aufgegeben.
Die Orientbahn, die 1878 ihren Sitz von Paris nach Wien verlegt hatte und seither als Compagnie d’exploitation des chemins de fer Orientaux firmierte, übernahm den Bau der noch fehlenden Abschnitte auf osmanischem Gebiet, im Wesentlichen des Abschnitts von Belovo bis Vakarel, an der neuen Grenze zwischen dem unabhängigen Fürstentum Bulgarien und der nominell unter osmanischer Oberhoheit stehenden Provinz Ostrumelien. Der serbische Abschnitt wurde von einer französischen Privatgesellschaft erbaut, die nach diversen Finanzproblemen 1889 durch die neugegründete Serbische Staatsbahn (SDŽ) abgelöst wurde. In Bulgarien übernahm die ebenfalls neugegründete Bulgarische Staatsbahn (BDŽ) Bau und Betrieb der noch fehlenden Abschnitte. Die BDŽ erwarb außerdem von der CO die bislang isoliert liegende Strecke von Russe nach Varna.
Die durchgehende Verbindung von der Türkei nach Mittel- und Westeuropa konnte schließlich 1888 fertiggestellt werden, ebenso der Lückenschluss zwischen Niš und Üsküb (Skopje). Am 12. August dieses Jahres fuhr der Orient-Express erstmals durchgehend von Paris bis Konstantinopel, vorerst allerdings nur einmal pro Woche. Zugleich wurde als normaler Schnellzug der sogenannte Konventionalzug von Wien nach Konstantinopel eingeführt, der neben Schlafwagen auch Sitzwagen führte. 1890 weihte die CO in Konstantinopel ihren neuen Endbahnhof ein, den heutigen Bahnhof Istanbul Sirkeci.
Nach Abgabe der bulgarischen Streckenabschnitte westlich von Belovo umfasste das Netz der CO rund 1.265 km.
1894 übernahm die CO außerdem den Betrieb auf der Bahnstrecke Thessaloniki – Monastir, die seit 1891 durch eine deutsche Firma erbaut worden war. 1913 erwarb die CO die Aktienmehrheit an dieser Bahn.
1908 übernahm die bulgarische Staatsbahn BDZ nach einem Streik der Orientbahn-Angestellten Besitz und Betrieb auf den bulgarischen Abschnitten der Orientbahn. Diese erhielt dafür eine Entschädigung von rund 41,5 Mio. Francs. Vier Jahre später eröffnete die CO ihre letzte neue Strecke, eine 45 km lange Zweigstrecke von Alpullu nach Kırkkilise.

### Die Orientbank
Baron Hirsch zog sich ab 1889 aus dem Bahnbau in der Türkei zurück. Im April 1890 verkaufte er seine Aktien der CO an die Deutschen Bank und an den Wiener Bankverein. Darauf wurde die Bank für Orientalische Eisenbahnen, kurz Orientbank gegründet, welche als eine der ältesten Finanzierungsgesellschaft der Welt gilt. An der Orientbank waren neben den zuvor erwähnten Geldinstituten, die Schweizerische Kreditanstalt (SKA), die Basler Handelsbank (heute Teil der UBS), die Eidgenössische Bank (ebenfalls Teil der UBS), sowie weitere französische, englische und österreich-ungarische Geldgeber beteiligt. Der administrative Sitz der Orientbank war in Wien, die Verwaltung erfolgte aber durch die SKA in Zürich und die Abrechnung wurde in Schweizer Franken geführt. Die Gesellschaft verfügte über ein Grundkapital von 50 Mio. Franken, von dem aber am Anfang nur 20 % einbezahlt wurde. Zeitweise war die SKA Hauptaktionär der Orientbank und entsandte ihre beiden Manager Julius Frey und Wilhelm Caspar Escher in den Verwaltungsrat. Die SKA verkaufte jedoch noch vor dem Ausbruch des Ersten Weltkrieges 1913 ihre Anteile an der Orientbank an eine österreichisch-ungarische Käufergruppe, die der entsprechenden Regierung nahe stand.
Die CO selbst stand von der Jahrhundertwende bis 1917 (nach anderen Quellen 1918) unter der Leitung der beiden Schweizer Ulrich Gross und Jakob Müller, die in ihrer Heimat als Türken-Ueli und Türken-Müller bezeichnet wurden. Sie zogen weitere Bahnangestellte und Bahningenieure nach, so dass bis zum Ausbruch des Ersten Weltkriegs fast an jedem Eisenbahnknotenpunkt einige Schweizer Bahnangestellte anzutreffen waren.

### Die Balkankriege
Die Balkankriege führten ab 1912 zu gravierenden Änderungen in den Besitz- und Betriebsverhältnissen der Orientbahn-Strecken. Nach Abschluss des Friedens von Bukarest 1913 verblieben der Orientbahn noch folgende Strecken:
- Istanbul – Edirne – Swilengrad
- Pythion – Dedeagatsch
- Thessaloniki – Gevgelija
- Thessaloniki – Monastir
- Alpullu – Kırkkilise

Verhandlungen zur Rückübertragung der nunmehr serbischen Strecken nördlich von Gevgelija beendete der Ausbruch des Ersten Weltkriegs ohne Ergebnis. Über die Strecken der Orientbahn rollten nun vorwiegend Militärtransporte, stellte sie doch eine wichtige Verkehrsachse der Mittelmächte dar. Unter Beteiligung der Orientbahn fuhr auch der Balkanzug von Berlin nach Istanbul, der dem Verkehr hochrangiger Militärs und Diplomaten der Mittelmächte diente.

### Das Ende der Chemins de fer Orientaux
Nach Ende des Ersten Weltkriegs folgte der Griechisch-Türkische Krieg von 1919 bis 1922, so dass eine vorläufige Lösung der komplizierten Grenz-, Besitz- und Betriebsverhältnisse auf den Strecken der Orientbahn erst nach dem Vertrag von Lausanne 1923 möglich war. Die Orientbahn war immer noch nominell in deutschem Besitz, die Lösung der Eigentumsfragen zog sich bis 1929 hin. Ab diesem Jahr übernahm eine neue Gesellschaft, die Compagnie de Chemin de fer Franco-Hellenique (CFFH) mit Sitz in Paris, den nunmehr griechischen Teil der Strecke Istanbul – Svilengrad, einschließlich des kurzen Stücks durch den der Türkei verbliebenen Bahnhof von Edirne sowie den Abzweig nach Dedeagatsch (ab 1920 Alexandroupoli). Die CFFH blieb bis 1955 selbständig und wurde dann Teil der griechischen Staatsbahn. Der türkische Abschnitt vom neuen Grenzbahnhof Uzunköprü bis Istanbul blieb bei der im Zuge der Reparationen ebenfalls aus deutschem in französischen Besitz übergegangenen Orientbahn, einschließlich der Zweigstrecke nach Kırkkilise (ab 1924 Kırklareli).
Als eine der letzten Privatbahnen der Türkei wurde die CO erst 1936 verstaatlicht. Mit Wirkung zum 1. Januar 1937 übernahm die türkische Staatsbahn Türkiye Cumhuriyeti Devlet Demiryolları (TCDD) gegen eine Entschädigung von 20,6 Mio. Schweizer Franken die Strecken und das gesamte Material der Orientbahn.

## Lokomotiven

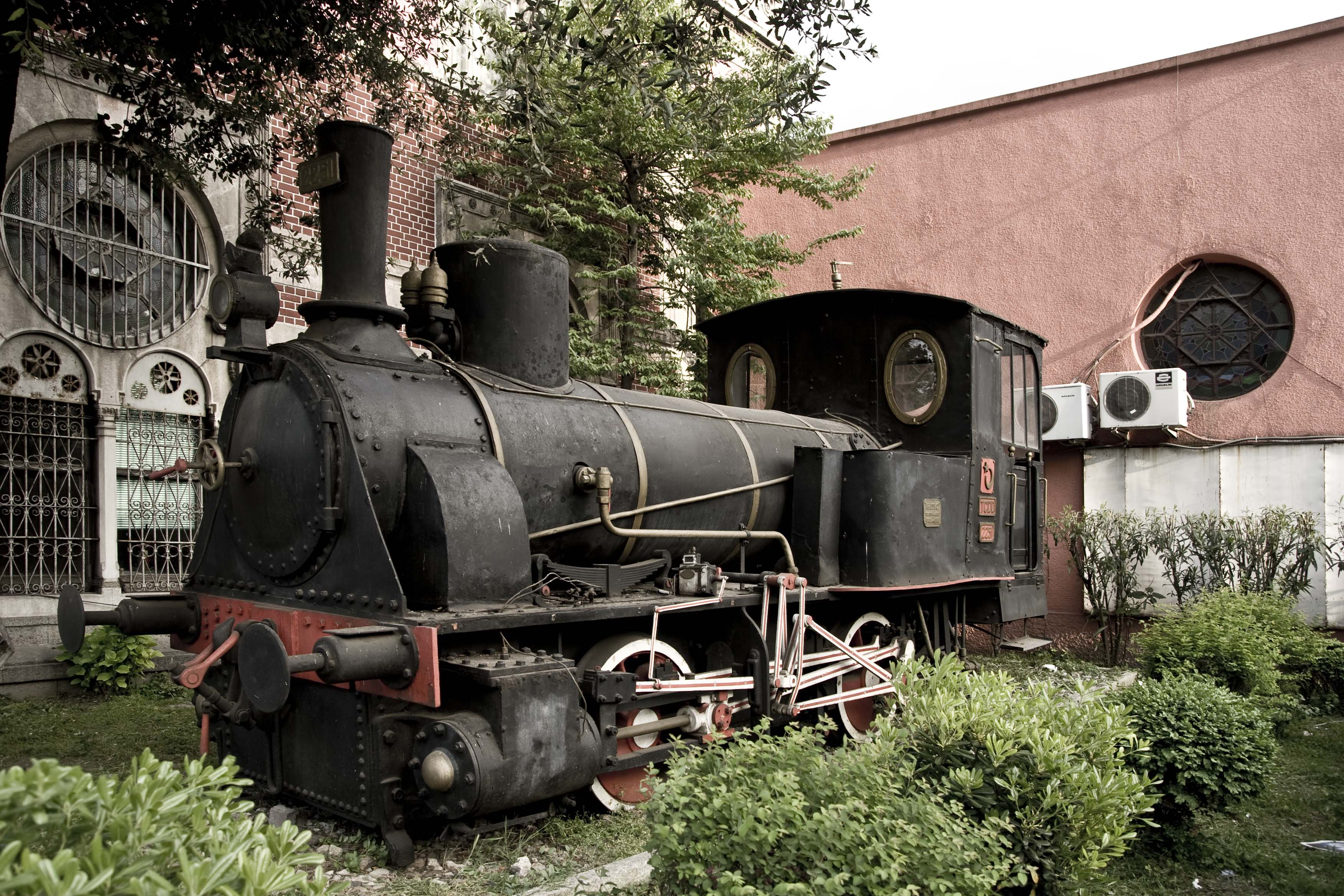
Lokomotive 407 der Orientbahn

Die Orientbahn beschaffte als Triebfahrzeuge ausschließlich Dampflokomotiven. Lieferanten waren vor allem österreichische, deutsche, französische und belgische Hersteller.
Schlepptenderlokomotiven besaßen Ordnungsnummern von 1 bis 300, für Tenderlokomotiven standen die Nummern von 301 bis 500 zur Verfügung. Aus nicht mehr bekannten Gründen erhielten die Lokomotiven der Strecke Thessaloniki – Monastir gesonderte Nummern, die nur wenige Jahre eingesetzten und noch vor Übergabe an die TCDD ausgemusterten, der MÁV-Baureihe 601 baugleichen Mallet-Lokomotiven erhielten angelehnt an die MÁV-Bezeichnung Nummern ab 601. Neben den Ordnungsnummern verwendete die Orientbahn ein Klassensystem, das allerdings nicht mehr vollständig bekannt ist. Viele der Lokomotiven wurden von den Nachfolgegesellschaften der Orientbahn übernommen. Soweit keine Nachfolgegesellschaften benannt sind, wurden die Lokomotiven bei der Orientbahn ausgemustert, es sind allerdings keine genauen Ausmusterungsdaten bekannt.
Mehrere Lokomotiven der Orientbahn sind erhalten geblieben. Die 1874 gebaute Lokomotive 407 der Orientbahn, die 1937 von der TCDD unter der Nummer 22.51 übernommen wurde, steht als Denkmallokomotive vor dem Bahnhof Istanbul Sirkeci. Bis 1965 wurde sie von der TCDD eingesetzt, zuletzt in Adana, sie stand damit über 90 Jahre im Einsatz. Im Eisenbahnmuseum Çamlık steht mit der TCDD 35.58 eine 1912 von Maffei mit der CFO-Nummer 338 gelieferte Lokomotive, eine weitere Lokomotive dieser Reihe steht am Bahnhof von Amasya als Denkmallokomotive. Die TCDD 33.508 steht in Sivas ebenfalls als Denkmallokomotive.
| Gattung | Nummern                           | Anzahl | Hersteller                      | Baujahr(e) | Bauart     | Bemerkungen | Bild |
| ------- | --------------------------------- | ------ | ------------------------------- | ---------- | ---------- | --- | ---- |
|         | 1–10                              | 10     | Sigl                            | 1871       | C n2       | acht Exemplare als Reihe 33.501–508 an die TCDD (türkische Staatsbahn), 23 Stück als Reihe Δβ an die SEK (griechische Staatsbahn) |      |
|         | 11–54                             | 44     | Hanomag                         | 1872–1875  | C n2       | acht Exemplare als Reihe 33.501–508 an die TCDD (türkische Staatsbahn), 23 Stück als Reihe Δβ an die SEK (griechische Staatsbahn) |      |
| VIII    | 55–57                             | 3      | Wr. Neustadt                    | 1897       | 2'C n4v    | als Reihe 35.501–503 an die TCDD                                                                                                  |      |
| IX      | 58–60                             | 3      | Maffei                          | 1908       | 2'C n4v    | Baugleich mit der Bayerischen P 3/5 N, als Reihe 35.504–506 an die TCDD                                                           |      |
| XIV     | 71–74                             | 4      | Hanomag                         | 1912–1914  | 1'C1' h2   | 1929 an CFFH, 1955 als Reihe Ζε an die SEK                                                                                        |      |
|         | 101–116                           | 16     | StEG (14) Krauss (2)            | 1888–1894  | 2'B n2     | weitgehend baugleich der kkStB 4, fünf Exemplare 1923 als Reihe Γβ an die SEK, sieben 1929 an CFFH                                |      |
|         | 201–209                           | 9      | Henschel                        | 1910–1913  | D h2       | weitgehend baugleich der Preußischen G 8, als Reihe 44.501–509 an die TCDD                                                        |      |
|         | 241–262 (z. T. in Zweitbesetzung) | 22     | Batignolles (12) Schneider (10) | 1924–1927  | 1'D h2     | als Reihe 45.501–518 an die TCDD, vier Exemplare 1929 an CFFH und 1955 an SEK                                                     |      |
|         | 243–246                           | 4      | StEG                            | 1878       | D n2       | mit der Bahn Russe–Varna übernommen, baugleich der StEG I 600–711, 1888 an die BDŽ                                                |      |
|         | 279–290                           | 12     | Sharp (8) Beyer-Peacock (4)     | 1862–1868  | C n2       | mit der Bahn Russe–Varna übernommen, 1888 an die BDŽ                                                                              |      |
|         | 291–300                           | 10     | Hanomag                         | 1871–1875  | C n2       | baugleich mit Nr. 11–54, separate Nummerierung wahrscheinlich für Einsatz auf der Strecke Russe–Varna                             |      |
|         | 301–303                           | 3      | Schneider                       | 1869–1870  | C n2t      | |      |
|         | 304–305                           | 2      | Grafenstaden                    | 1873       | C n2t      | |      |
|         | 311–319                           | 9      | Couillet                        | 1865       | C1' n2t    | mit der Bahn Russe–Varna übernommen                                                                                               |      |
|         | 321–328                           | 8      | Krauss                          | 1875       | 1'B n2t    | |      |
|         | 331–340                           | 10     | Maffei                          | 1911–1912  | 1'C1' n2t  | für den Vorortverkehr in Istanbul, als Reihe 35.51–60 an die TCDD                                                                 |      |
|         | 401–404                           | 4      | Tubize                          | 1872       | B n2t      | Einsatz auf der Sandschakbahn |      |
|         | 405–408                           | 4      | Krauss                          | 1874       | B n2t      | Nr. 407 als Lokomotive 22.51 zur TCDD, Denkmallokomotive vor dem Bahnhof Istanbul Sirceci                                         |      |
|         | 411–412                           | 2      | Tubize                          | 1875       | B n2t      | |      |
|         | 501–509                           | 9      | Esslingen                       | 1892–1894  | C n2       | Einsatz auf der Strecke Thessaloniki – Monastir, vier Stück als Reihe Δζ an die SEK                                               |      |
|         | 510–511                           | 2      | Maffei                          | 1908       | 1'C n2     | weitgehend baugleich Preußische G 5.1, Einsatz auf der Strecke Thessaloniki – Monastir, als Reihe Εβ an die SEK                   |      |
|         | 521–523                           | 3      | Borsig                          | 1912       | 1'C h2     | Vorbild für JDŽ 20, Einsatz auf der Strecke Thessaloniki – Monastir, als Reihe Εγ an die SEK                                      |      |
|         | 601–603                           | 3      | MÁVAG                           | 1918       | (1'C)C h4v | baugleich mit MÁV 601 |      |